# Іштуп-Ішар
Іштуп-Ішар (д/н — після 2400 до н. е.) — 5-й енісі-гал (верховний володар) Другого царства Марі близько з 2400 року до н. е. — за середньою хронологією (за короткою хронологією — з 2276 року до н. е.)

## Життєпис
Спадкував Са'уму. На початку панування зумів захопити еблаїтські міста Лаланій і Емар, що були сплюндровані. Проте невдовзі малікум Кун-Даму перейшов у наступ, завдавши маріотським військам суттєвої поразки. Наслідком цього було втрата захоплених попередниками Іштуп-Ішара земель. Ймовірно, також, що сам енсі-гал загинув у цій війні. Тому точно вирахувати термін його панування не вдається — помер приблизно у 2390 роках до н. е. — (за короткою хронологією 2290 до н. е).
Спадкував йому Ікун-Марі.